# Nigora Tursunkulova
Nigora Tursunkulova, née le 4 avril 1999 à Djizak, est une taekwondoïste ouzbèke.

## Carrière
Nigora Tursunkulova évolue dans la catégorie des moins de 67 kg. Elle est médaillée de bronze aux Championnats d'Asie de taekwondo 2016 (en) à Manille ainsi qu'aux Jeux de la solidarité islamique de 2017 à Bakou et remporte l'Open de Corée du Sud en 2017 avant d'obtenir la médaille d'or aux Championnats d'Asie de taekwondo 2018 (en) à Hô Chi Minh-Ville. Elle remporte la médaille de bronze aux Jeux asiatiques de 2018 à Jakarta puis la médaille d'argent aux Jeux mondiaux militaires d'été de 2019 à Wuhan.
Elle est nommée porte-drapeau de la délégation ouzbèke, conjointement avec le boxeur Bakhodir Jalolov, aux Jeux olympiques d'été de 2020 à Tokyo.